# La Unió Santcugatenca
La Societat Coral Unió Santcugatenca és una entitat cultural fundada el 1900 a Sant Cugat del Vallès per un grup de pagesos seguidors de Josep Anselm Clavé. Inicialment, va promoure la música i la cultura en un entorn agrícola, convertint-se en un referent cultural amb un teatre propi de format italià inaugurat el 1923. Malgrat períodes difícils durant la Guerra Civil i la postguerra, l’entitat es va recuperar als anys cinquanta i va viure el seu apogeu als vuitanta.
El 2015, amb 539 socis, l’entitat va tancar per reformes estructurals, culminades el 2024 amb la rehabilitació del teatre, que compta amb tecnologia d’avantguarda i capacitat per a 400 espectadors. Aquest equipament es un espai polivalent per a les arts escèniques i la cultura local, gràcies a una inversió de 2,66 milions d’euros i un consorci públic-privat amb l’Ajuntament.